# Björserud
Björserud, gård, före detta officersboställe i södra Dalsland, Sundals-Ryrs socken. Före reformationen tillhörde gården kyrkan. Finns upptagen som tillhörande kyrkan i dokument från kyrkomötet i Skara 1310. På 1500-talet angivet som gammalt prebendegods. Efter reformationen militärboställe och kom efter indelningsverkets tillkomst uttaget som överstelöjtnantsboställe för Västgöta-Dals regemente. Gårdens nuvarande mangårdsbyggnad stammar från 1732 och ersatte en tidigare nedbrunnen byggnad från 1680-talet. Från 1992 i privat ägo.